# Pedro Valdivieso
Pedro Valdivieso Mejía fue un futbolista y entrenador peruano que jugaba como delantero. Hizo su carrera en clubes de Perú y Venezuela, principalmente en Sport Boys de la Primera División del Perú. Era hermano de Guillermo Valdivieso.

## Trayectoria
Inició su carrera en el Alianza San Martín de la Liga de Lima. Tras un paso por Defensor Arica, llegó a Sport Boys en 1945 como centrodelantero. Al año siguiente jugó junto con Ismael Soria, Alejandro "Pichón" León y Alberto Baldovino en el Deportivo Español de Venezuela y logró el título del torneo de Primera División.
En 1947 retornó a Sport Boys como interior izquierdo y logró en 1951 el título del primer Campeonato Profesional peruano integrando el ataque con Valeriano López, Guillermo Barbadillo, Manuel Drago y su hermano Guillermo Valdivieso. Se retiró en 1957 en Mariscal Castilla como jugador-entrenador. 
Posteriormente dirigió a Porvenir Miraflores, Colegio Nacional de Iquitos, Unión Ocopilla, Atlético Grau, Deportivo Sima, Defensor Lima, entre otros clubes. 
Fue campeón de la Segunda División en 1970 como entrenador de Atlético Deportivo Olímpico.

## Selección nacional
Fue internacional con la Selección de fútbol del Perú en un partido del Campeonato Sudamericano 1949 donde ingresó por Alfredo Mosquera en la victoria por 3-0 ante el seleccionado boliviano.

### Participaciones en Copa América
| Copa América      | Sede   | Resultado |
| ----------------- | ------ | --------- |
| Copa América 1949 | Brasil | Tercero   |

## Clubes
| Club                | País      | Año         |
| ------------------- | --------- | ----------- |
| Alianza San Martín  | Perú      | 1939 - 1941 |
| Defensor Arica      | Perú      | 1942 - 1944 |
| Sport Boys          | Perú      | 1945        |
| Deportivo Español   | Venezuela | 1946        |
| Sport Boys          | Perú      | 1947 - 1954 |
| Ciclista Lima       | Perú      | 1955        |
| Porvenir Miraflores | Perú      | 1956        |
| Mariscal Castilla   | Perú      | 1957        |

## Palmarés

### Como jugador
| Título           | Club              | País      | Año  |
| ---------------- | ----------------- | --------- | ---- |
| Primera División | Deportivo Español | Venezuela | 1946 |
| Primera División | Sport Boys        | Perú      | 1951 |

### Como entrenador
| Título           | Club                        | País | Año  |
| ---------------- | --------------------------- | ---- | ---- |
| Segunda División | Atlético Deportivo Olímpico | Perú | 1970 |